# Morfontaine
Morfontaine é uma comuna francesa na região administrativa de Grande Leste, no departamento de Meurthe-et-Moselle. Estende-se por uma área de 11,42 km². Em 2010 a comuna tinha 1 113 habitantes (densidade: 97,5 hab./km²).